# Livre-disque
Un livre-disque, livre-cassette ou livre-CD est une association complémentaire d’un ouvrage écrit avec un support audio ou audiovisuel. Le support audio a d’abord été un disque, puis une cassette, un disque compact (CD) et un DVD. Il peut contenir une version audio du livre, des musiques d’accompagnement ou un logiciel documentaire.
Le livre-CD est un support courant dans la littérature jeunesse.

## Genèse
D'après les studios Disney, la paternité du concept revient au français Lucien Adès qui commercialise les premiers contes pour enfant en format livres-disques sous le label Disques Adès/Le Petit Ménestrel au début des années 1950. Fort de ses premiers succès, Lucien Adès acquiert les droits des principales productions Disney (films d'animation ou en prises de vues réelles) afin d'en réaliser des adaptations phonographiques. Les histoires desdites productions sont racontées, de façon condensée, par un narrateur et agrémentées de bruitages, de chansons et de dialogues originaux ou extraits du film, auxquels participent plusieurs comédiens. De nombreux livres-disques Disney seront ainsi commercialisés en France à partir de 1953, puis aux États-Unis à partir de 1957.

## De nos jours
À l'origine associant un ouvrage imprimé et un disque vinyle, le livre-disque existe à présent sous une multitude de formes, dont celles de livre CD et de livre cassette audio.
Il n'est pas limité au livre pour enfants en phase d'apprentissage de la lecture, mais touche aussi un public adulte. Ainsi, les éditions Actes Sud publient de nombreux livres-disques autour de poètes ou de musiciens.